# Mont-Saint-Éloi
Mont-Saint-Éloi és un municipi francès situat al departament del Pas de Calais i a la regió dels Alts de França. L'any 2007 tenia 1.009 habitants.

## Demografia

### Població
El 2007 la població de fet de Mont-Saint-Éloi era de 1.009 persones. Hi havia 396 famílies de les quals 88 eren unipersonals (32 homes vivint sols i 56 dones vivint soles), 140 parelles sense fills, 136 parelles amb fills i 32 famílies monoparentals amb fills.
La població ha evolucionat segons el següent gràfic:
Habitants censats

### Habitatges
El 2007 hi havia 429 habitatges, 399 eren l'habitatge principal de la família, 3 eren segones residències i 27 estaven desocupats. 409 eren cases i 20 eren apartaments. Dels 399 habitatges principals, 338 estaven ocupats pels seus propietaris, 55 estaven llogats i ocupats pels llogaters i 6 estaven cedits a títol gratuït; 1 tenia una cambra, 17 en tenien dues, 40 en tenien tres, 63 en tenien quatre i 278 en tenien cinc o més. 315 habitatges disposaven pel capbaix d'una plaça de pàrquing. A 147 habitatges hi havia un automòbil i a 218 n'hi havia dos o més.

### Piràmide de població
La piràmide de població per edats i sexe el 2009 era:
| Homes | Edats   | Dones |
| ----- | ------- | ----- |
| 0     | 95 o +  | 0     |
| 0     | 90 a 94 | 0     |
| 4     | 85 a 89 | 0     |
| 4     | 80 a 84 | 8     |
| 24    | 75 a 79 | 20    |
| 16    | 70 a 74 | 12    |
| 28    | 65 a 69 | 36    |
| 20    | 60 a 64 | 16    |
| 16    | 55 a 59 | 16    |
| 36    | 50 a 54 | 36    |
| 52    | 45 a 49 | 40    |
| 36    | 40 a 44 | 36    |
| 52    | 35 a 39 | 48    |
| 48    | 30 a 34 | 36    |
| 24    | 25 a 29 | 32    |
| 20    | 20 a 24 | 28    |
| 32    | 15 a 19 | 52    |
| 52    | 10 a 14 | 40    |
| 24    | 5 a 9   | 32    |
| 24    | 0 a 4   | 16    |

## Economia
El 2007 la població en edat de treballar era de 688 persones, 503 eren actives i 185 eren inactives. De les 503 persones actives 472 estaven ocupades (255 homes i 217 dones) i 31 estaven aturades (20 homes i 11 dones). De les 185 persones inactives 77 estaven jubilades, 54 estaven estudiant i 54 estaven classificades com a «altres inactius».

### Ingressos
El 2009 a Mont-Saint-Éloi hi havia 400 unitats fiscals que integraven 1.049,5 persones, la mediana anual d'ingressos fiscals per persona era de 21.564 €.

### Activitats econòmiques
Dels 28 establiments que hi havia el 2007, 8 eren d'empreses de construcció, 5 d'empreses de comerç i reparació d'automòbils, 1 d'una empresa de transport, 1 d'una empresa d'hostatgeria i restauració, 1 d'una empresa d'informació i comunicació, 1 d'una empresa financera, 2 d'empreses immobiliàries, 6 d'empreses de serveis i 3 d'entitats de l'administració pública.
Dels 6 establiments de servei als particulars que hi havia el 2009, 1 era un taller de reparació d'automòbils i de material agrícola, 2 fusteries, 2 lampisteries i 1 restaurant.
L'any 2000 a Mont-Saint-Éloi hi havia 15 explotacions agrícoles que ocupaven un total de 1.008 hectàrees.

## Equipaments sanitaris i escolars
El 2009 hi havia 1 escola maternal integrada dins d'un grup escolar amb les comunes properes formant una escola dispersa i 1 escola elemental integrada dins d'un grup escolar amb les comunes properes formant una escola dispersa.

## Poblacions més properes
El següent diagrama mostra les poblacions més properes.